# Homalotylus yunnanensis
Homalotylus yunnanensis är en stekelart som beskrevs av Tan och Zhao 1997. Homalotylus yunnanensis ingår i släktet Homalotylus och familjen sköldlussteklar. Inga underarter finns listade i Catalogue of Life.